# Ignacio Sediles
Ignacio Sediles fue un militar que ejerció brevemente como Jefe Político Superior de Nicaragua interino con sede en Managua, entre el 19 y 27 de abril de 1823.

## Partidario de la anexión al primer imperio mexicano
El 13 de febrero de 1823, con el grado de Sargento Mayor, participó en el ataque que las fuerzas al mando de Miguel González Saravia y Colarte, Jefe Político Superior de Nicaragua con sede en León, lanzaron contra Granada en un intento de someterla al Imperio Mexicano, siendo derrotado por las fuerzas rebeldes del Coronel Cleto Ordóñez.

### Jefe político superior interino
El 19 de abril, encontrándose las tropas acantonadas en Masaya, tuvieron noticia de que la ciudad de León se había rebelado contra la autoridad de González Saravia y había establecido una Junta Gubernativa. En estas circunstancias, González Saravia optó por abandonar Nicaragua y dejó el mando en manos de Ignacio Sediles.
El nuevo Jefe Político Superior interino, a sabiendas de que su autoridad no sería reconocida en León, se trasladó hacia Managua junto con las familias monárquicas de Masaya, pero casi enseguida esa población se sujetó a las nuevas autoridades leonesas y terminó de hecho el efímero gobierno de Sediles.
Ordóñez traslada su cuartel a Masaya y el 22 de abril sus fuerzas tomaron preso al coronel Crisanto Sacasa y Parodi, comandante general de las Armas en Granada.